# Banmolen (Grobbendonk)
De Banmolen of Molen van Hool is een watermolen nabij de Antwerpse plaats Grobbendonk, gelegen aan Watermolenweg 1.
Deze onderslagmolen op de Kleine Nete, aan de samenvloeiing met de Aa fungeerde als korenmolen en oliemolen, terwijl de molen ook korte tijd als volmolen in gebruik is geweest.

## Geschiedenis
Al vóór het jaar 1100 zou er hier een watermolen hebben gestaan. Deze brandde af in 1268 en werd hersteld. In 1579 werd hij verwoest en herbouwd. Uit deze tijd stamt de voormalige oliemolen, het gebouw op de rechteroever van de Kleine Nete. Van 1620 tot eind 17e eeuw was in de oliemolen ook een inrichting als volmolen geïnstalleerd. Toen, in 1795, het Kasteel Grobbendonk door de Fransen in brand werd gestoken, bleef de molen, die eigendom was van de heren van Grobbendonk, gespaard. Hij bleef in het bezit van de familie d'Ursel.
In 1870 had de molen nog drie raderen: één voor de oliemolen en twee voor de korenmolen. In 1890 werd het olieslagen gestopt. Vanaf 1915 werd er ook elektrictiteit met de molen opgewekt, maar dit zorgde in 1920 voor kortsluiting en daarmee brand. Daarop werden, in 1921, de twee raderen voor de korenmolen en de oliemolen vernieuwd en ingebouwd.
In 2010 werd een vistrap aangelegd.

## Gebouw
Aan weerszijden van de waterloop bevindt zich een gebouw, in het noorden voor de voormalige oliemolen, in het zuiden voor de korenmolen, welke laatste nog steeds in bedrijf is. De beide gebouwen zijn in de kern nog 17e-eeuws en bezitten elk nog een ingebouwd rad.
- Inventaris van het Bouwkundig Erfgoed (Vlaanderen): 85532